# 居觐
居觐（1976年—），中国钢琴家，出生於上海市，定居意大利。

## 生平
居觐1976年出生于上海，父亲居其宏是音乐理论家。4岁开始学琴，之后到北京上小学，11岁又考入中央音乐学院附小。2001年7月从中央音乐学院钢琴系毕业，获硕士学位。同年9月赴英国皇家北方音乐学院学习，师从马丁·罗斯科，并于次年获得演奏家文凭及金奖牌。2002年，入伊莫拉国际钢琴学院学习，在斯特方诺·费茨（Stefano Fiuzzi）的指导下获早期钢琴演奏文凭。其间2003年至2006年，她还被皇家北方音乐学院聘请为合作院士。随后自2006年起，她旅居意大利，任教于伊莫拉国际钢琴学院。2010年7月，签约MDG唱片公司。此外，居觐还获得了锡耶纳基吉亚纳学院的荣誉文凭。

## 获奖
- 1996年：全国青少年珠江钢琴比赛青年组第一名、中国作品演奏优秀奖[6]
- 2002年：第十二届柴可夫斯基國際钢琴比賽铜奖[7]
- 2008年：中国十大最佳唱片奖
- 2012年：回声音乐古典奖年度独奏录音奖（19世纪）钢琴类（她成为继郎朗第二位获此国际殊荣的华人钢琴艺术家。）[2]
- 2015年：第八届国际肖邦唱片大奖（她是迄今为止唯一获得此项殊荣的中国艺术家。）[8]

## 作品
- 2003年：Piano Concerto No. 20 in D Minor, K 466: I. Allegro
- 2003年：Piano Concerto No. 20 in D Minor, K 466: II. Romance
- 2003年：Piano Concerto No. 20 in D Minor, K 466: III. Rondo
- 2012年：III. menuetto: allegro-trio-menuetto da capo from piano sonata in c minor, D. 958
- 2015年：What a Friend We Have in Jesus
- 2019年：Moon Rainbow